# یوری هروماک
یوری هروماک (اوکراینی: Yuriy Petrovych Hromak; ۲۶ مارس ۱۹۴۸ – ۱۴ دسامبر ۱۹۹۸) شناگر اوکراینی‌تبار اهل شوروی بود.
وی در مسابقات کشوری و بین‌المللی در مجموع برندهٔ ۱ مدال طلا، ۱ مدال برنز شده‌است.